# Jalil Zandi
Jalil Zandi (Garmsar, 2 maggio 1951 – Teheran, 1º aprile 2001) è stato un aviatore iraniano, tenente generale della Niru-ye Havayi-ye Artesh-e Jomhuri-ye Eslami-e Iran (l'aeronautica militare iraniana); con 11 vittorie aeree confermate risulta il miglior asso dell'aviazione del suo paese e della guerra Iran-Iraq.
Si conoscono pochissimi dettagli sulla sua vita. Arruolatosi nell'aeronautica militare dell'Iran quando ancora il paese era governato dallo scià, rimase in servizio anche dopo gli eventi della rivoluzione iraniana del 1979, nonostante l'ostilità di cui erano oggetto i militari; trascorse almeno due periodi in prigione, di cui uno sotto la minaccia di pena di morte impartita dal governo rivoluzionario.
Descritto come "sfacciato" e spesso in feroce polemica con il suo superiore colonnello Abbas Baba'ie (importante esponente dell'aeronautica), si affermò ben presto come esperto pilota di jet Grumman F-14 Tomcat; con il grado di maggiore partecipò alla guerra contro l'Iraq a partire dal settembre del 1980. Durante il conflitto, con il suo F-14 abbatté 11 aerei iracheni: il totale comprende 4 MiG-23, 2 Su-22, 2 MiG-21 e 3 Mirage F1. Questi successi fanno di Zandi il miglior asso dell'aeronautica militare iraniana e dell'intero conflitto, oltre che il miglior asso di F-14 di sempre. Nel febbraio del 1988 l'F-14 di Zandi venne abbattuto da un Mirage F1 iracheno, ma il pilota riuscì ad eiettarsi con successo.
Rimase in servizio anche dopo il conflitto, divenendo il responsabile della pianificazione e dell'organizzazione dell'aeronautica militare con il grado di tenente generale. Si ritirò dal servizio nel 1999. Morì a Teheran il 1º aprile 2001 a causa di un incidente stradale che costò la vita anche alla moglie Zahra Mohebshahedin: sepolto nel cimitero Behesht-e-Zahra, lascia i tre figli Vahid, Amir e Nader.